# Palivové čerpadlo

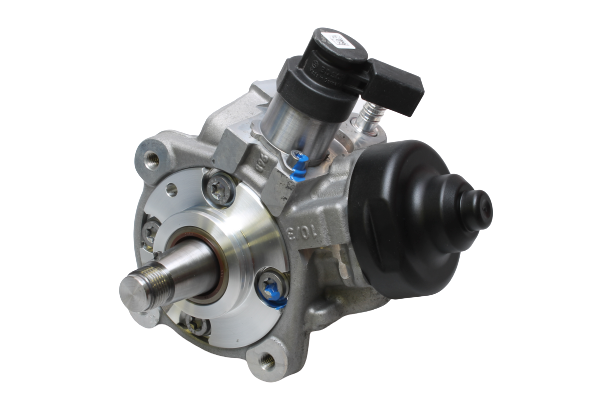
Palivové čerpadlo

Palivové čerpadlo nebo palivové dopravní čerpadlo je součástka v palivovém okruhu motoru, která dopravuje palivo z nádrže do dalších částí okruhu. Tou je dnes většinou vstřikovací čerpadlo, ale dřív to byl karburátor nebo přímo vstřikovač u pneumatického vstřikování. Hlavním úkolem vstřikovacího palivového čerpadla je pod vysokým tlakem dodávat palivo z nádrže do spalovacích komor motoru.
Palivové čerpadlo zaplavuje vstřikovací jednotky čerpadla nebo plovákovou komoru karburátoru. Plnicí tlak v celém režimu provozu udržuje přetlakový ventil. Pohon čerpadla je od motoru přes vačkový hřídel ventilového rozvodu nebo vlastním pohonem ve skříni vstřikovacího čerpadla či elektrický. Používají se většinou pístová čerpadla.

## Typy palivových čerpadel
- palivové čerpadlo umístěné v nádrži
- vstřikovací čerpadlo umístěné na bloku motoru